# Zawady (powiat gołdapski)
Zawady (niem. Herbsthausen, do 1938 Sawadden) – wieś sołecka w Polsce położona w województwie warmińsko-mazurskim, w powiecie gołdapskim, w gminie Banie Mazurskie.
W latach 1975–1998 miejscowość należała administracyjnie do województwa suwalskiego.